# Władysław Reymont
Władysław Stanisław Reymont [vuadysuav staňisuav rejmont] (7. května 1867, Kobielo Wielkie u Radomi – 5. prosince 1925, Varšava) byl polský prozaik, člen hnutí Mladé Polsko, nositel Nobelovy ceny za literaturu za rok 1924.

## Život

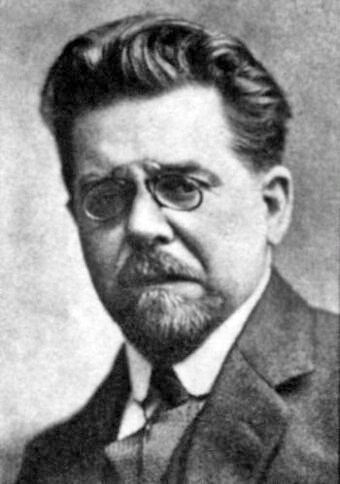
Władysław Reymont

Władysław Stanisław Reymont, vlastním jménem Władysław Stanisław Rejment, se narodil roku 1867 (jméno si změnil na Reymont při svém literárním debutu, aby byl chráněn před problémy s ruskou cenzurou). Pocházel ze skrovných poměrů, byl jedním ze sedmi dětí venkovského varhaníka. Pokoušel se studovat na gymnáziu v Čenstochové, v letech 1880-1884 se vyučil krejčím ve Varšavě, odkud byl nakonec policejně vykázán. Po krátkém pobytu u otce odešel z domova a živil se jako železničář, dělník a herec kočovné společnosti, byl i novicem v klášteře. Ze své rodné oblasti, spravované tehdy carským Ruskem, odešel roku 1893 opět do Varšavy a v neustálém boji o udržení holé existence se pokoušel o literární zpracování svých bohatých, často velice neutěšených životních zkušeností. Podmínky, ve kterých psal svá první díla, byly strašné. Jak sám píše: „Noci jsem trávil v místnosti tak chladné, že jsem psal zabalený do kožešiny s kalamářem pod lampou, aby inkoust nezamrzl“. Ve Varšavě psal například v kostele, protože tam bylo teplo. Jeho těžkou hmotnou situaci postupně zlepšily výtěžky z literární a reportérské činnosti, takže roku 1894 mohl navštívit Londýn. Brzy se v literatuře prosadil svou houževnatou prací, silou barvitého vidění a svým pozorovacím talentem a stal se společně se Stefanem Żeromskim a Gabrielou Zapolskou nejvýznamnějším představitelem uměleckého hnutí Mladé Polsko (Młoda Polska). Roku 1899 byl zraněn při železničním neštěstí, obdržel odškodnění a stálá renta, vyplácená železniční společností, mu umožnila léčení v Itálii a cestu do Francie. Po první světové válce se usadil na vlastním statečku v obci Kołaczkowo u Wrześni (Poznaňsko). Roku 1920 navštívil polské kolonie v USA.
Jako znalec selského a venkovského prostředí zachytil v řadě svých prozaických prací sociální napětí v polské společnosti, která na přelomu 19. a 20. století bojovala o nové politické a společenské uspořádání. Jeho hlavními díly je čtyřdílná románová kronika Sedláci ze života polské vesnice na konci 19. století, komponovaná podle jednotlivých ročních období, a román Zaslíbená země, dramatický obraz průmyslové Lodže. V roce 1924 mu byla jako druhému polskému spisovateli (prvním byl Henryk Sienkiewicz) udělena Nobelova cena za literaturu „…za jeho velký národní epos Sedláci“ (citace z odůvodnění Švédské akademie).
Władysław Stanisław Reymont zemřel roku 1925 ve Varšavě.

## Dílo

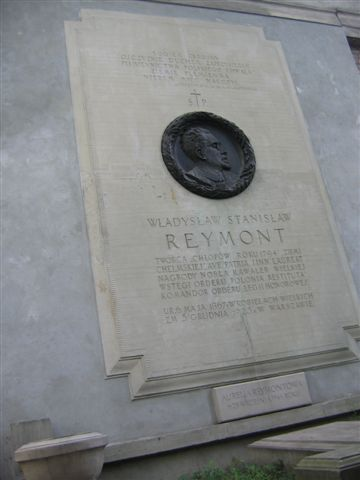
Reymontův náhrobek ve Varšavě

- Pielgrzymka do Jasnej Góry (1895, Pouť na Jasnou Goru), autorova prvotina napsaná na základě jeho znalosti Čenstochové, jakýsi protějšek Zolova románu Lourdy.
- Komediantka (1896), román ze života umělců kočovných divadel, ve kterém se svobodomyslná mladá hrdinka marně pokouší vytrhnout z maloměšťáckého rodinného prostředí.
- Fermenty (1897, Jitření), román, volné pokračování románu Komediantka.
- Spotkanie 1897, Setkání), sbírka povídek, pochmurný obraz společenské periférie.
- Lili (1897), novela z divadelního prostředí, které autor velmi dobře znal. Vypráví o lásce mladičké a půvabné herečky a bohatého zemana, o vztahu, v němž dívka ze strachu před poklidným životem na venkovském dvorci se vzdává opravdové lásky a vyhlídek na manželský život.
- Tomek Baran (1897, Tomek Beran), vesnická povídka.
- Sprawiedliwie (1899, Spravedlnost), román, který vypráví o tragédii mladého vesničana, z panské zvůle uvězněného, který ze stesku po rodině uprchne z vězení a kterého jeho matka do poslední chvíle brání před vesničany, záměrně vrchností poštvanými ve jménu panské spravedlnosti.
- Ziemia obiecana (1899, Zaslíbená země), román, dramatický obraz průmyslové Lodže, světa bankéřů a továrníků, v němž jsou v kapitalistické konkurenci, vlčí morálce a v honbě za ziskem ničeny lidské city a skutečné mravní hodnoty. Naturalisticky vyprávěný příběh v duchu Émila Zoly se soustřeďuje na hrdiny z řad kapitalistů, nevšímá si příliš dělnictva a autor v něm líčí, jak investovaný polský, německý a židovský kapitál přináší na jedné straně obrovské zisky a život v palácích a na druhé straně vede k zotročení venkovských lidí, ženoucích se do Lodže za výdělkem. Spolu s kapitalismem odsuzuje Reymont celou městskou civilizaci a zdroj zdravých národních sil vidí v rolnictvu, které však neidealizuje.
- W jesienną noc(1900, Za podzimí noci), sbírka povídek.
- Przed świtem(1902, Před úsvitem), sbírka povídek.
- Z pamiętnika (1903, Z památníku), sbírka povídek.
- Chłopi (1904-1909, Sedláci), vrcholné autorovo dílo, čtyřdílná románová kronika, která Reymontovi zajistila světovou slávu. Jednotlivé díly se jmenují Jesień (1904, Podzim), Zima 1904, Wiosna (1906, Jaro) a Lato (1909, Léto). Autor ve své knize vytvořil všestranný, barvitý a dramatický obraz polské vesnice s jejími majetkovými, generačními i třídními spory. Život vesničanů je nerozlučně spjat s okolní přírodou a zarámován do ročních období s pravidelně se opakujícími polními i domácími pracemi, obřady, zvyky a obyčeji. První polovina románu je nabita dynamickým dějem, druhá je statičtější, pronikají do ní alegorické prvky, symbolismus, dekadentní sexualismus a solidaristické pojetí venkovského života (vesnice se přechodně sjednocuje v odporu proti šlechtickému velkostatku a německým kolonistům a také ve snaze o založení polské školy. Funkční využití nářečí ještě zvyšuje bohatství, pestrost a dynamiku vyprávění. Dějištěm románu je malá a chudá ves Lipka a hlavní osou vyprávění rodina bohatého sedláka Boryny. Ten se přes protest rodiny ožení s mladou Jagnou, milenkou svého ženatého syna Antka. Ale milostný poměr mezi mladými nepřestal a Boryna vyhnal Jagnu i syna s rodinou z domu. Když pak v půtce o selský les hajný smrtelně zraní Borynu, Antek zabije hajného. Po propuštění z vězení se Antek duševně obrodí a oddaně vzdělává rodnou půdu.
- Burza (1907, Bouře), sbírka povídek.
- Wampir (1911, Upír), román, ve kterém Reymont zpracoval své zkušenosti s tehdy módním spiritualismem.
- Ave patria (1907), sbírka povídek.
- Na krawędzi (1907, Na rozhraní), sbírka povídek.
- W ziemi chełmskiej (1911, V zemi chelmenské), sbírka reportáží.
- Rok 1794 (1913-1918), historická románová trilogie, která líčí události kolem Kościuszkova povstání a uvádí nás i do revoluční Paříže za Robespierrovy vlády. Jednotlivé díly se jmenují Ostatni Sejm Rzeczypospolitej (1913, Poslední sněm republiky), Nil desperandum (1916) a Insurekcja (1918, Povstání).
- Za frontem (1919, Za frontou), sbírka povídek.
- Bunt (1924, Vzpoura), fantastický román, antiutopie.

## Česká vydání

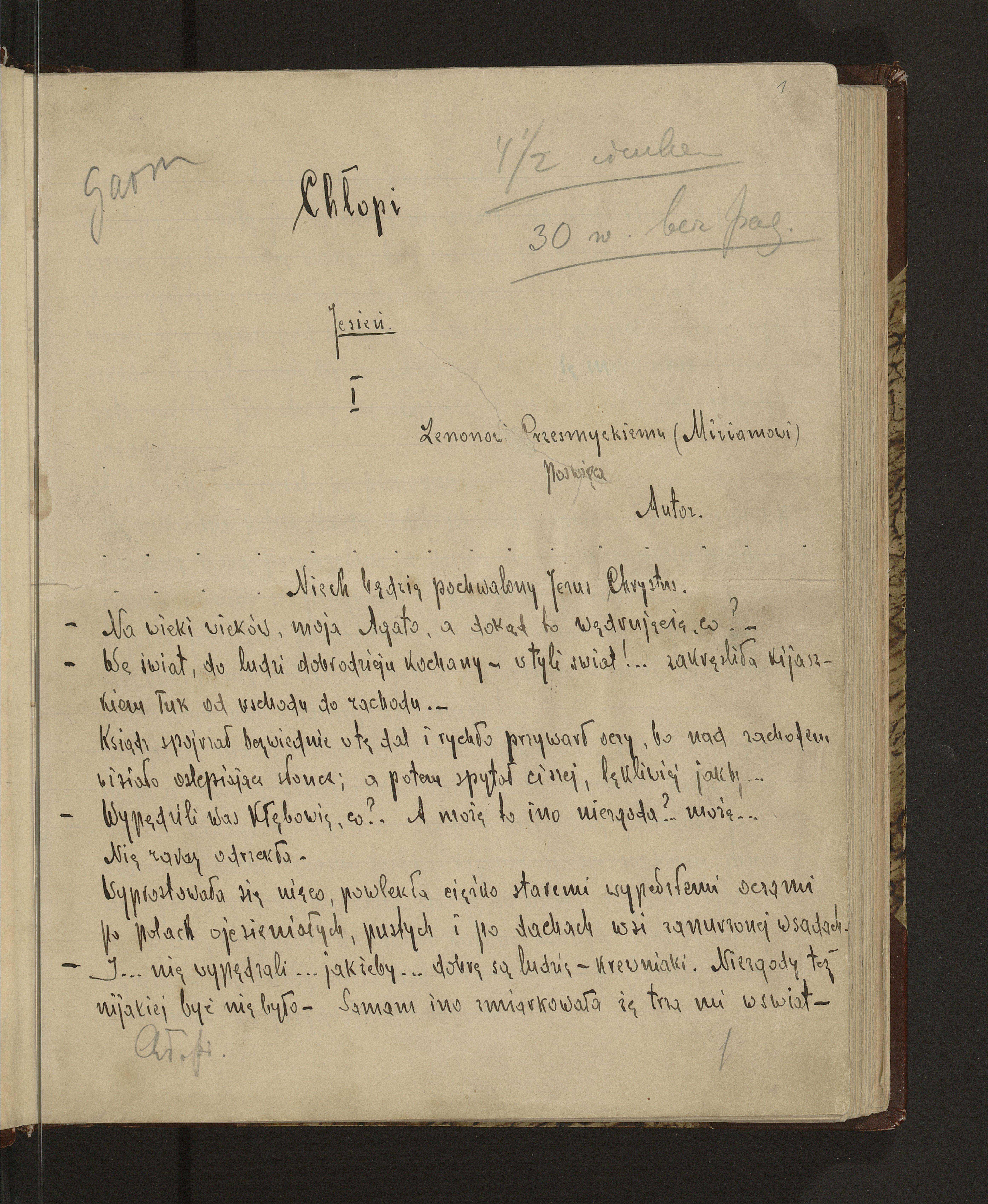
Ukázka z rukopisu Reymontova románu Sedláci

- Zaslíbená země, Beaufort, Praha 1903, překlad Bořivoj Prusík,
- Pouť na Jasnou Goru, Karel Křivý, Loukovice u Kojetic 1906, překlad Karel Křivý,
- Povídky, KDA, svazek 35, Kamilla Neumannová, Praha 1907, překlad Václav Prokop,
- Komediantka, Beaufort, Praha 1909, překlad Bořivoj Prusík,
- Bouře a jiné povídky, Český čtenář, Praha 1910, překlad Bořivoj Prusík,
- Spravedlivě, Melichar, Hradec Králové 1913, překlad Václav Prokop,
- Tomek beran, Jan Otto, Praha 1913, překlad J. Šebesta,
- Upír, Kramerius, Rokycany 1914, překlad Jaroslav Rozvoda,
- Za soumraku a jiné povídky, Topič, Praha 1918, překlad Jaroslav Rypáček,
- Chlopi, Československé podniky tiskařské a vydavatelské, Praha 1920-1922, překlad Karel V. Rypáček,
- Za frontou, Beníško, Plzeň 1921, překlad Jaroslav Rypáček,
- Ze země chelmenské, Promberger, Olomouc 1924-1925, překlad Otto F. Babler,
- Z kraje slz a krve, Humana, Letovice 1925, překlad František Wolf,
- Rok 1794, Stanislav Minařík, Praha 1925-1926, překlad Stanislav Minařík,
- Lili, Stanislav Minařík, Praha 1926, překlad Stanislav Minařík,
- Vzpoura, Stanislav Minařík, Praha 1926, překlad Stanislav Minařík,
- Na líše, Stanislav Minařík, Praha 1926, překlad Stanislav Minařík, novely,
- Jitření, Stanislav Minařík, Praha 1927, překlad Stanislav Minařík,
- Komediantka, Stanislav Minařík, Praha 1927, překlad Stanislav Minařík,
- Upír, Stanislav Minařík, Praha 1928, překlad Stanislav Minařík,
- Sedláci, Stanislav Minařík, Praha 1926, překlad Čeněk Syrový, znovu 1929 a Vyšehrad 1951,
- Zaslíbená země, Stanislav Minařík, Praha 1929, překlad Stanislav Minařík,
- Z chelmské země, Stará říše na Moravě 1939, překlad Jaroslav Rypáček,
- Spravedlnost, SNKLHU, Praha 1954, překlad Jarmila Minaříková,
- Komediantka, Lidové nakladatelství, Praha 1970, překlad Bořivoj Křemenák,
- Lili, Melantrich, Praha 1975, překlad Helena Teigová,
- Zaslíbená země, Svoboda, Praha 1967, překlad Bořivoj Křemenák, znovu Odeon 1978 a 1984.